# Lars Migge
Lars Migge (* 28. Mai 2004) ist ein Schweizer Volleyballspieler.

## Karriere
Migge begann seine Karriere beim VC Altstätten, wo seine Mutter Trainerin war. 2016 ging er zu Volley Amriswil. Der Aussenangreifer gab bei der Europameisterschaft 2023 sein Debüt in der A-Nationalmannschaft. In der Saison 2024/25 spielte er in Frankreich bei Centurions Narbonne. Um mehr Spielzeit zu bekommen, wechselte er im Februar 2025 zum Ligakonkurrenten Nice Volley-Ball. Zur Saison 2025/26 wurde Migge vom deutschen Bundesligisten Helios Grizzlys Giesen verpflichtet.